# 염구

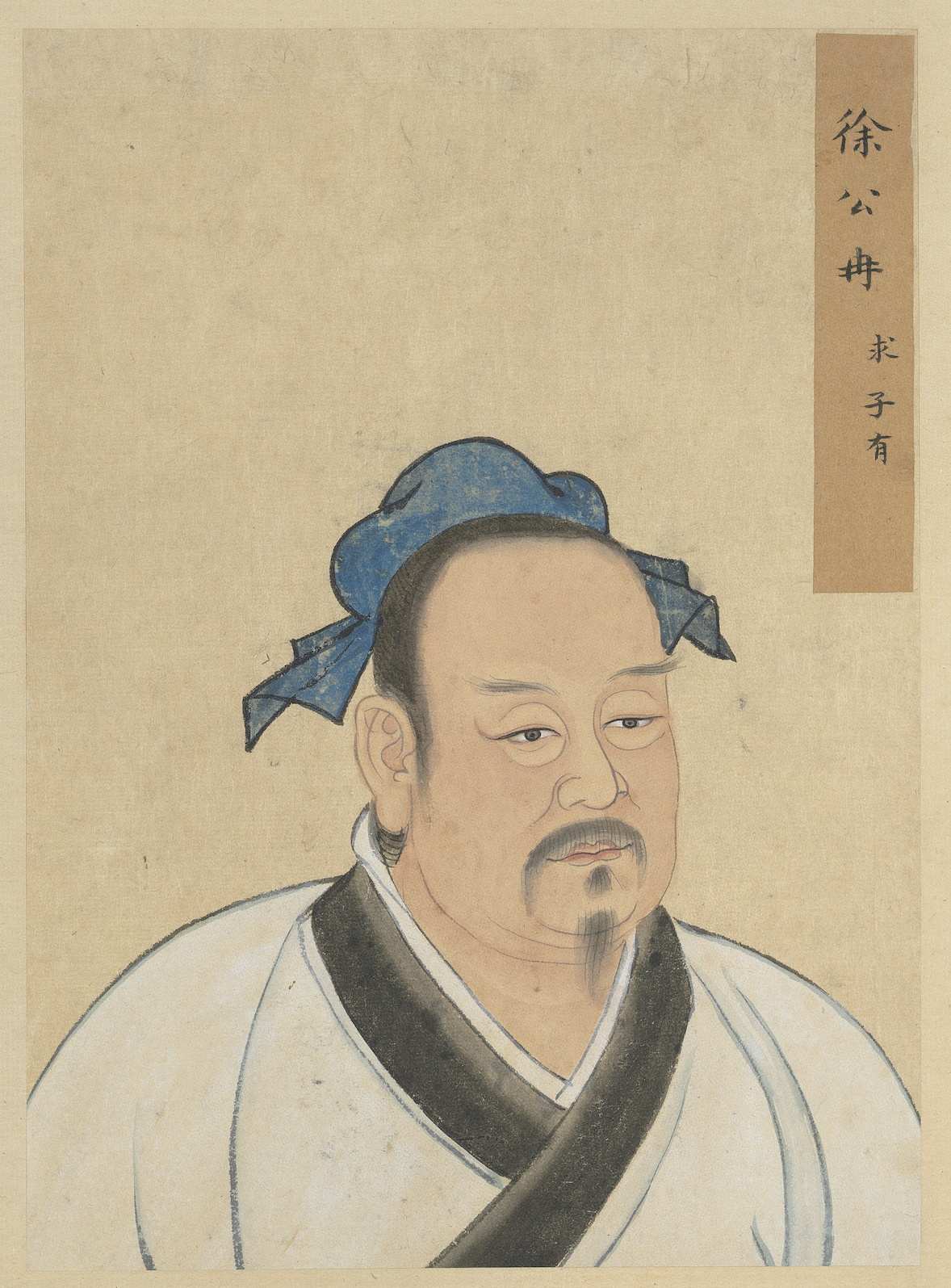

염구(冉求, 기원전 522년 ~ ?)는 중국 춘추시대 노나라의 정치가이다. 자(字)는 자유(子有)이다. 염유(冉有)라고 부르는 경우도 있다. 그는 공자의 제자로 자로와는 상반되는 성격으로 여겨진다. 그는 화술에도 능란하였고 유능한 행정가요 장군이기도 하였다.
그는 공자의 추천으로 노나라의 실세였던 계씨가의 가신으로 등용되었다. 공자의 가르침보다는 계씨의 정책을 추진하는 사람으로 자신의 위치를 설정하여 공자가 반대하는 중과세 정책을 실행하여 공자의 미움을 받았다. 자로는 위나라에서 승산이 없음에도 충성스러워 목숨을 잃었지만, 염구는 오랫동안 권력을 누렸다.